# Pečenižský rajón
Pečenižský rajón (ukrajinsky Печенізький район) byl rajón v Charkovské oblasti na Ukrajině. Hlavním městem byly Pečenihy a rajón měl přibližně 10 tisíc obyvatel. 

## Sídla v rajónu
- Pečenihy